# Jean-Marc Barr
Jean-Marc Barr (født 27. september 1960 i Bitburg, Tyskland) er en fransk-amerikansk skuespiller og forretningsmand.
Han gjorde sit gennembrud i biografen med Luc Bessons film Le Grand Bleu.
Han er gode venner med Lars von Trier og gudfar til hans tre børn. Venskabet har også resulteret i en rolle i henholdsvis Direktøren for det hele, Manderlay og Breaking the Waves.

## Filmografi
- Le Grand Bleu af Luc Besson (1988)
- Europa af Lars von Trier (1991)
- Breaking the Waves (1996)
- Dancer in the dark af Lars von Trier (2000)
- Dogville (2003)
- Manderlay (2005)
- Direktøren for det hele (2006)
- Parc (2006)